# Himmaste
Himmaste är en ort i Estland. Den ligger i Põlva kommun och landskapet Põlvamaa, i den sydöstra delen av landet och antalet invånare är 545